# ホセ・マヌエル・サンチェス・ギジェン
ホセマ（Josema）ことホセ・マヌエル・サンチェス・ギジェン（José Manuel Sánchez Guillén、1996年6月6日 - ）は、スペイン・ロルキ出身のサッカー選手。ルフ・ホジューフ所属。ポジションはディフェンダー。

## クラブ経歴
ムルシア州のロルキに生まれ、2010年にUDアルメリアの下部組織に加入した。2015-16シーズン、アルメリアのBチームへと昇格するとすぐにレギュラーに定着。Bチーム1年目にしてリーグ戦36試合に出場した。翌シーズンからトップチーム登録になったが、1月まで全く出場機会を得られず、冬の移籍市場でセグンダ・ディビシオンBのレアル・ムルシアにレンタル移籍をした。ムルシアではレギュラーの座を勝ち取った。
2017年7月2日、当時セグンダ・ディビシオンに在籍していたコルドバCFと3年契約を結んだ。加入後、ある程度の出番は貰っていたが、リーグ中盤戦以降は出場機会が激減した。2018年6月20日、フランスのFCソショー＝モンベリアルにフルシーズンの契約で期限付き移籍をした。しかし、出番の少なさから12月にレンタルを打ち切った。コルドバに復帰後、再度レンタルに出され、ジムナスティック・タラゴナにシーズン終了まで貸し出された。
2019年6月5日、コルドバがセグンダBに降格したことから、2部のエストレマドゥーラUDに移籍した。しかし、ここでも出場機会は皆無であり、わずか半年でクラブを退団した。
冬の移籍市場締切直前の2020年1月31日、フリーでエルチェCFに加入した。2019-20シーズンの後半はクラブのプリメーラ昇格に大きく貢献した。2021-22シーズン、新加入のエンソ・ロコにポジションを奪われ、1月26日にセグンダ・ディビシオンのレアル・バリャドリードにレンタル移籍をした。
2022年8月12日、フリーでCDレガネスに加入し、2年契約を結んだ。
2024年2月、ルフ・ホジューフに移籍した。